# Khara-Aldan
Khara-Aldan (en rus: Хара-Алдан) és un poble de la república de Sakhà, a Rússia, que el 2014 tenia 288 habitants, pertany al districte d'Itik-Kiuiol.